# Forestiera godfreyi
Forestiera godfreyi är en syrenväxtart som beskrevs av Loran Crittenden Anderson. Forestiera godfreyi ingår i släktet Forestiera och familjen syrenväxter. Inga underarter finns listade i Catalogue of Life.